# Baldomero Álvarez de Olivera
Baldomero Álvarez de Olivera (Oberá, 1956), más conocido como Cacho Álvarez, es un político argentino perteneciente al Partido Justicialista que se destacó como intendente de Avellaneda, partido de la provincia de Buenos Aires; durante 4 períodos (1991-1995, 1995-1999, 2003-2007 y 2007-2009) y además como diputado Provincial durante 2 breves períodos. El 3 de agosto de 2009 fue reemplazado en el cargo para asumir como titular del Ministerio de Desarrollo Social de la Provincia de Buenos Aires. Jorge Ferraresi ocupó de esta forma el cargo principal de la Comuna ya que en las elecciones de 2007 había sido elegido como primer concejal por el Partido Justicialista (PJ).
El 8 de noviembre de 2011 se oficializó su candidatura a Presidente del Club Atlético Independiente por el sector oficialista Nueva Generación Roja, pero finalmente sería derrotado por Javier Cantero y la nueva agrupación Independiente Místico.
Nació el 2 de septiembre de 1956, en Oberá, provincia de Misiones, donde vivió hasta los 8 años, cuando viajó junto a su madre a Buenos Aires, para radicarse definitivamente en el partido de Avellaneda. En el marco de su experiencia en la función pública de la Provincia de Buenos
Aires, entre 1987 y 1988 estuvo al frente de la Dirección Provincial de
Entidades de Bien Público.

## Trayectoria
Cacho Álvarez es además el Secretario General del Partido Justicialista de la Provincia de Buenos Aires. Su carrera política puede detallarse cronológicamente de la siguiente manera:
- 1987-1988 Director Provincial de Entidades de Bien Público.
- 1988-1989 Director Provincial de Acción Social -Ministerio de Acción Social de la Provincia de Buenos Aires.
- 1989-1990 Diputado Provincial - Partido Justicialista.
- 1991-1995: Primer mandato como Intendente de Avellaneda.
- 1995-1999: Segundo mandato como Intendente de Avellaneda.
- 1999: Asume como Subsecretario de Industria, Comercio y Minería de la Provincia de Buenos Aires y luego el Ministerio de Producción.
- 2001-2003: Es electo por segunda vez como diputado provincial y vicepresidente primero de la Cámara de Diputados de la Provincia.
- 2003: Reelecto en su tercer mandato como intendente de Avellaneda.
- 2007: Gana una nueva reelección como jefe comunal.
- 2009: Es convocado por Daniel Scioli para asumir como Ministro de Desarrollo Social de la Provincia de Buenos Aires.
- 2011: Asumió una banca como senador provincial por la tercera sección electoral. En el mismo año lanzó su candidatura como Presidente del Club Atlético Independiente.